# Desmodium laevigatum
Desmodium laevigatum là một loài thực vật có hoa trong họ Đậu. Loài này được (Nutt.) DC. miêu tả khoa học đầu tiên.

## Hình ảnh

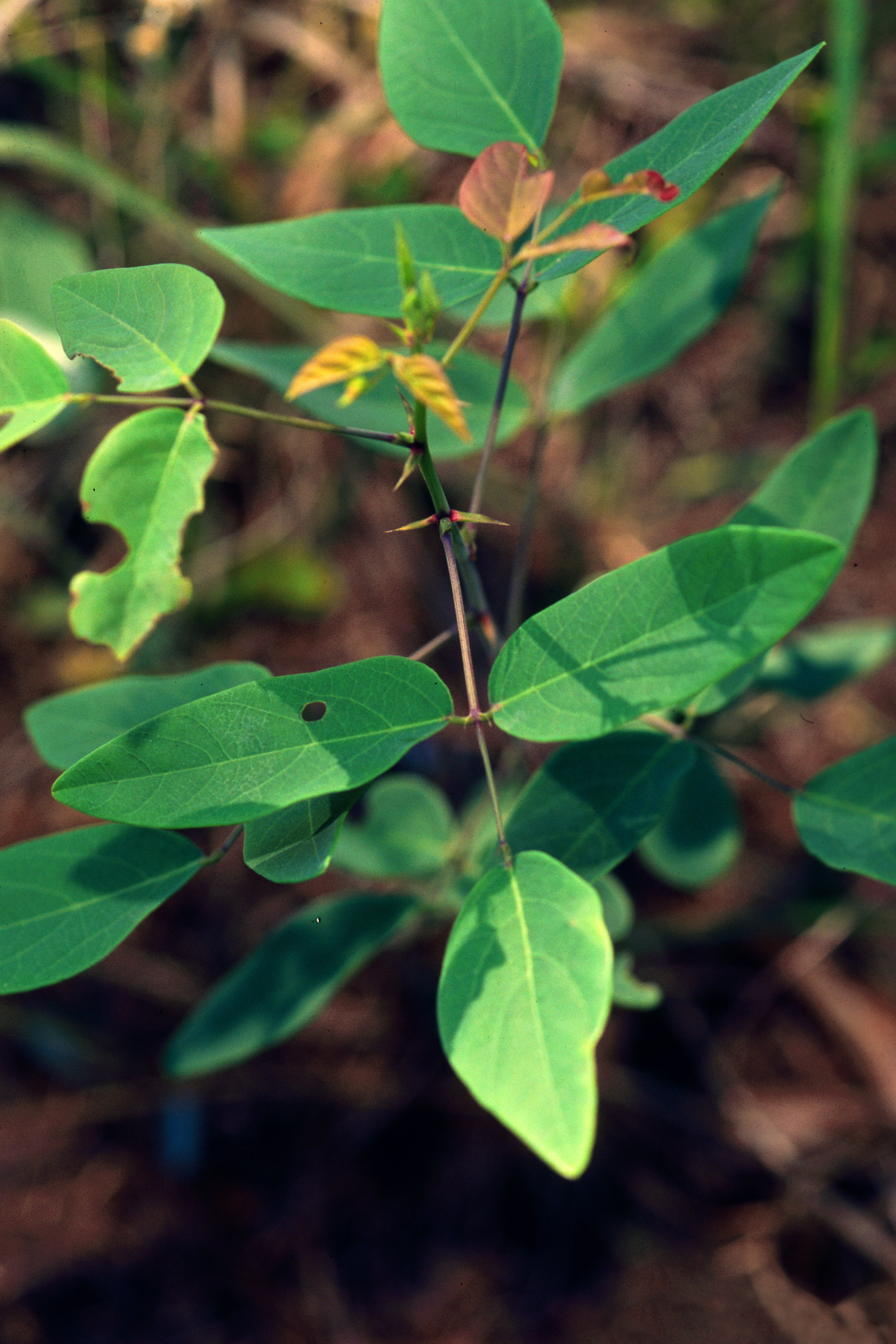